# 西北利茲 (英國國會選區)
西北利茲（英語：Leeds North West），英國國會一自治市選區，包括英格蘭約克郡-亨伯西約克郡利茲西北部。
始於1950年。1997年前是保守黨的根據地。1997年工黨候選人勝出，但2005年起任當區議員的是自民黨的葛雷格·穆荷蘭。他在2010年大選中以47.5%選票勝出該區連任。